# Мирачян, Лаура
Лаура Мирачян (Миракян, итал. Laura Mirachian;  16 апреля 1948, Падуя, Италия) —  итальянский дипломат. Посол Италии в Сирии (2000—2004), постоянный представитель Италии в международных организациях ООН в Женеве до 2013 года. 
Являлась членом Совета директоров Оборонного колледжа НАТО. Была награждена орденами Большого креста за заслуги перед Итальянской Республикой, Почётного легиона и Святого Григория Великого.

## Биография
Мирачян родилась в Падуе, Италия, 16 апреля 1948 года. Окончила факультет политологии Падуанского университета в 1970 году.
Свою дипломатическую карьеру она начала в 1974 году, когда начала работать в Службе технического сотрудничества с развивающимися странами. С 1975 года работала сначала в Могадишо, три года спустя в Дублине, а затем в Женеве, чтобы следить за переговорами Уругвайского раунда многосторонних торговых переговоров. Затем, во время балканских войн, в Белграде она работала в качестве главы миссии.

### Карьера
В 1975—1978 годах она была вторым секретарем в посольстве Италии в Могадишо, Сомали.
В 1978—1983 годах занимала должность первого секретаря по коммерческим вопросам в Дублине, Ирландия.
В 1983—1987 годах работала в Департаменте по экономическим вопросам в Министерстве иностранных дел Италии.
В 1987—1992 годах была Первым советником в Постоянном представительстве Италии при международных организациях в Женеве.
В 1992—1995 годах она была Временным поверенным в делах в Посольстве Италии в Белграде.
В 1995—2000 годах работала в Департаменте по политическим вопросам Министерства.
В 2000—2004 годах была послом Италии в Дамаске, Сирия.
В 2006 году была Генеральным директором по европейским странам в Министерстве иностранных дел Италии и стала постоянным представителем Италии при ООН в Женеве.